# Виллевальде, Александр Богданович
Александр Богданович Виллевальде (1857 — ?) — русский живописец немецкого происхождения, сын и ученик Богдана Виллевальде, третьестепенная фигура среди петербургских художников времён контрреформ и Серебряного века; мастер батальной картины, также известен как анималист.

## Биография
Родился в Санкт-Петербурге; сын живописца-баталиста профессора Богдана (Готфрида) Павловича Виллевальде (1819—1903) и его жены, Августы Маргариты, урождённой Шооб (1824– 1896). Как и родители, являлся протестантом-евангелистом, в православие не переходил. Младший брат Павел (1865, Санкт-Петербург — 1911, там же), также являлся художником. Начал учиться живописи у своего отца, окончил Коммерческое училище; в 1877 году поступил в Императорскую Академию художеств. За время обучения получил медали: 4 малых серебряных, 3 больших серебряных (по другим данным, 3 малых и 2 больших), одну малую золотую (за картину «Взятие турецкого форпоста и освобождение болгарского семейства») и одну большую золотую (за картину «Главнокомандующий имперской армией генерал Тилли в опасности»). В 1883 году окончил обучение со званием классного художника и правом пенсионерской (за казённый счёт) поездки за границу. В 1884—1888 годах Виллевальде путешествовал по Европе. 
В 1891 году был назначен преподавателем рисования Ревельской Александровской гимназии. На 1903 году состоял в той же должности, имел чин коллежского советника, участвовал в выставках Академии художеств и Общества художников в Петербурге.
Как живописец, Александр Виллевальде был продолжателем дела своего отца, Богдана Павловича. Его кисти принадлежат батальные и батально-жанровые сцены, отличающиеся изысканным колоритом, динамикой, в некоторых случаях и юмором, точностью в изображении военной формы. Работал Виллевальде-младший и как анималист, выполнив ряд картин с изображениями лошадей по заказу крупного коннозаводчика Я. И. Бутовича.
Картины Александра Виллевальде находятся в коллекциях ряда музеев: Эрмитажа, московского Музея коневодства, Центра искусств «Москва»; периодически продаются на аукционах.
Картина Александра Богдановича Виллевальде «Сардар. Ахалтекинский жеребец.» (изначально из коллекции Бутовича), хранящаяся в Музея коневодства в Москве, известна тем, что в 1988 году репродукция этой картины была выпущена на почтовой марке СССР.

## Галерея

Некоторые работы
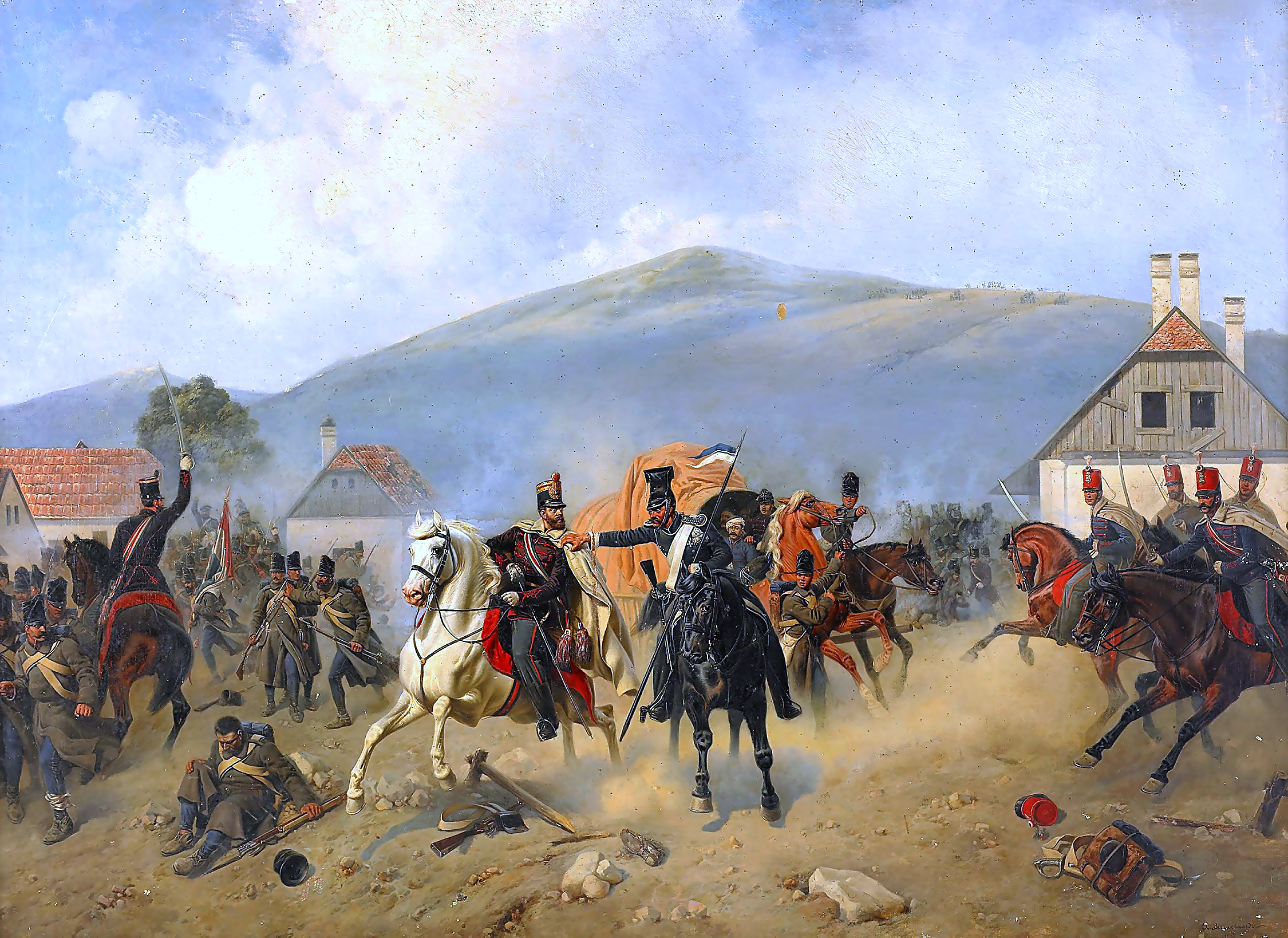
Кавалерийская стычка при подавлении Венгерского восстания.
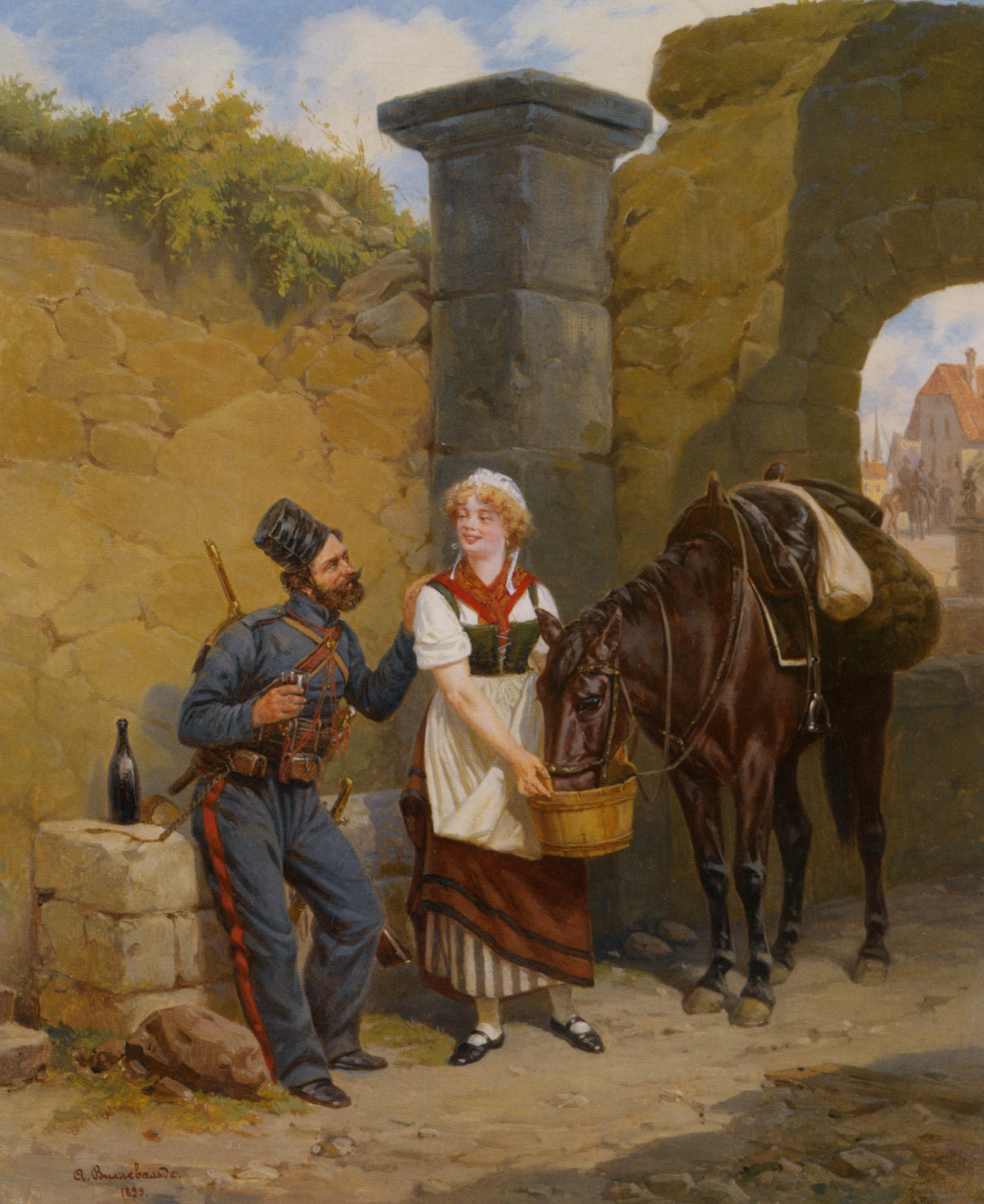
Казак и городская девушка (эпизод Заграничных походов).
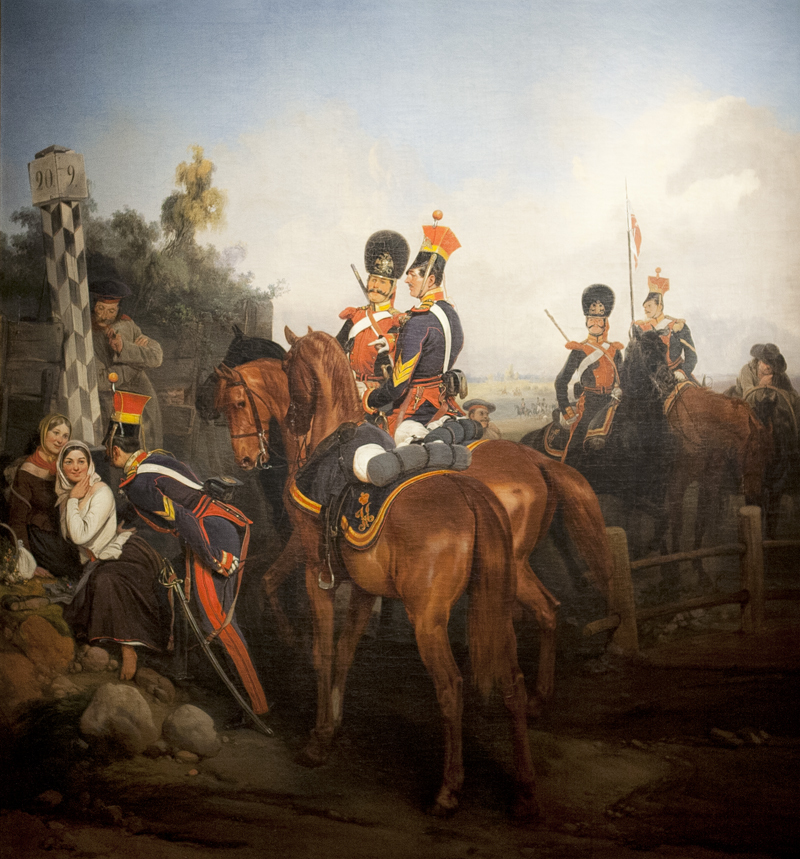
У верстового столба. Русская кавалерия Николаевского времени.
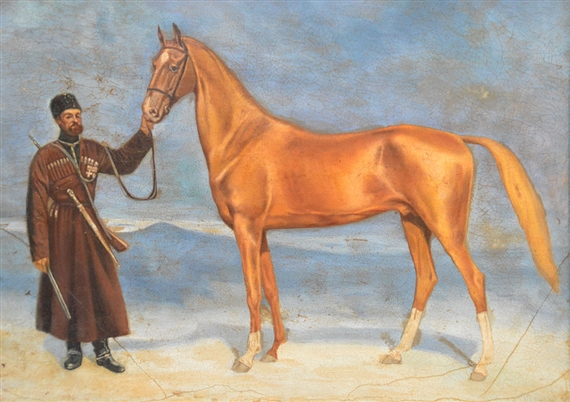
Сардар. Ахалтекинский жеребец. Музей коневодства.
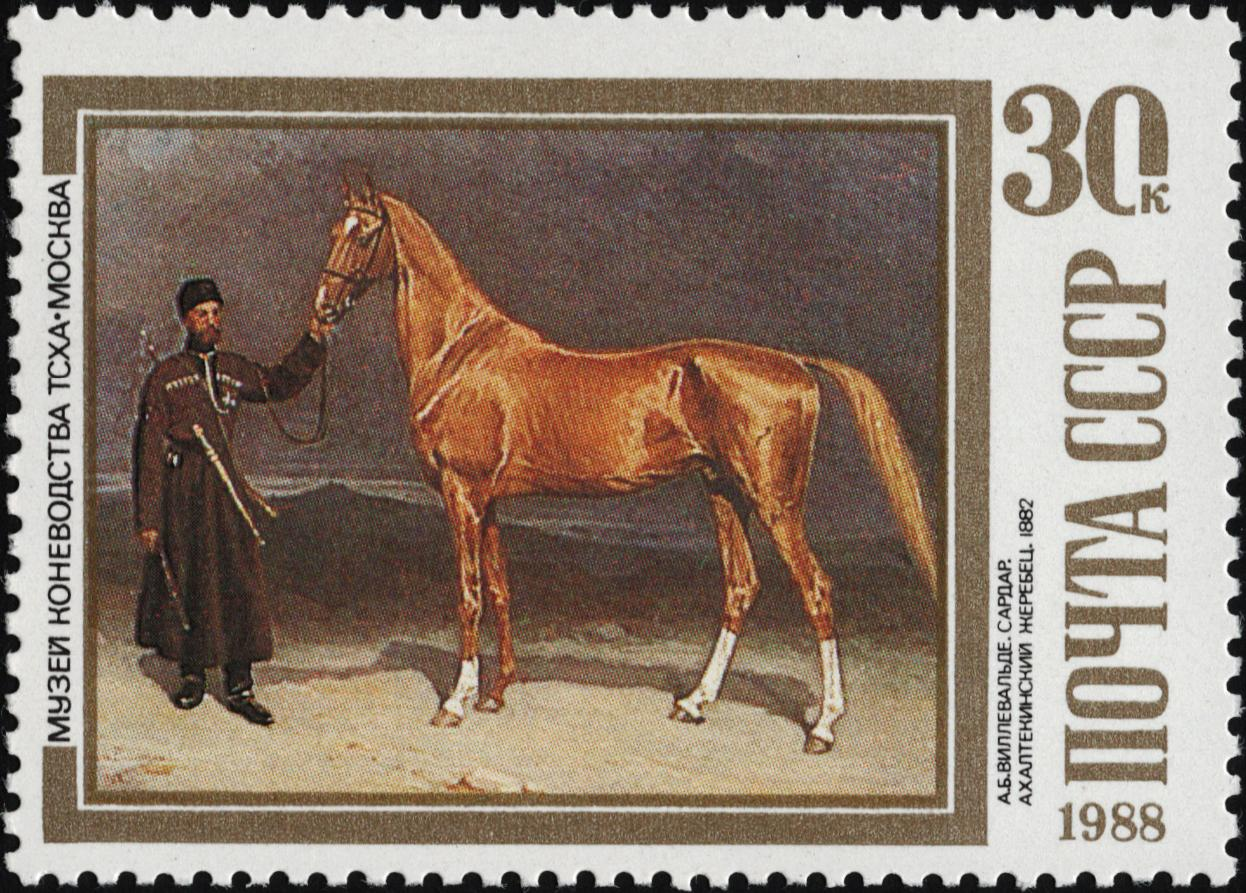
Та же картина на почтовой марке.
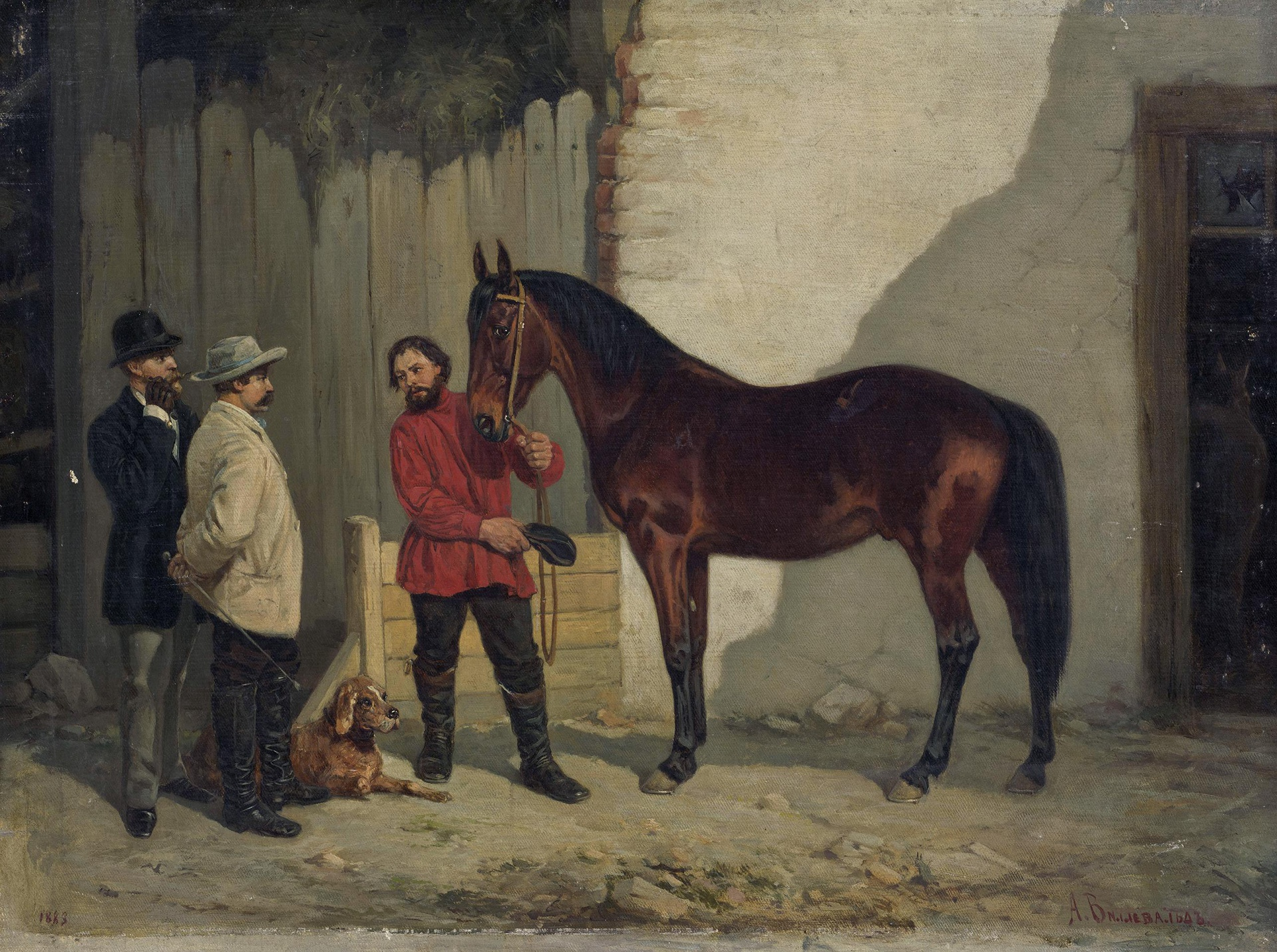
Смотрины коня. Государственный Эрмитаж.
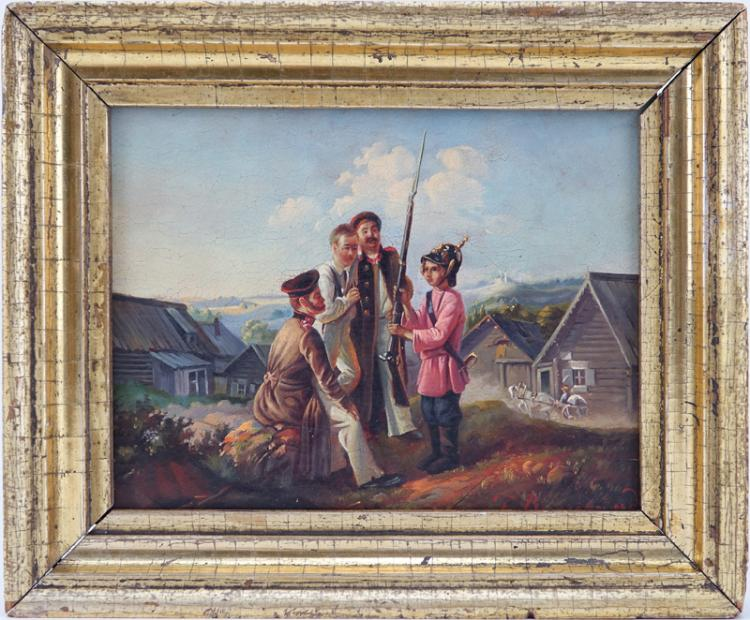
Воспоминания о войне. Частная коллекция, США.